# Jeannot Szwarc
Jeannot Szwarc (París, 21 de noviembre de 1939-15 de enero de 2025) fue un director de cine y televisión francés, conocido por sus películas Tiburón 2 (1978) y Somewhere in Time (1980). También produjo y escribió guiones para televisión. 

## Biografía
Szwarc nació en París. Se graduó en ciencia política por la Universidad de Harvard y comenzó a trabajar como director en la televisión estadounidense en la década de 1960, en particular en la serie Ironside (1967-1975). También dirigió episodios para The Rockford Files, Kojak, Night Gallery, JAG, Bones, Castle, Numb3rs, Columbo, Héroes, además de docenas de series más.
Entre sus largometrajes, sobresalen Bug (1975), Tiburón 2 (1978), Somewhere in Time (1980), Supergirl (1984) y Santa Claus: The Movie (1985). Desde entonces se centró en producciones para la pequeña pantalla. En 2003 se unió al equipo de la cadena The CW para trabajar como director de la serie Smallville (2001-2011). Junto a Miguel Sapochnik codirigió la quinta y última temporada de la serie Fringe para Fox. Szwarc dirigió episodios de decenas de series distintas a lo largo de su extensa carrera.
Su esposa fue Cara de Menaul, coordinadora de producción, con la que tuvo un hijo.

## Filmografía seleccionada

### Largometrajes
- 1973 - Extreme Close-Up
- 1975 - Bug
- 1978 - Tiburón 2
- 1980 - Somewhere in Time
- 1982 - Enigma
- 1984 - Supergirl
- 1985 - Santa Claus: The Movie
- 1987 - Grand Larceny
- 1988 - Honor Bound
- 1994 - La Vengeance d'une blonde
- 1996 - Hercule et Sherlock
- 1997 - Les soeurs Soleil

### Películas para televisión
- 1972 - Night of Terror
- 1972 - The Weekend Nun
- 1973 - The Devil's Daughter
- 1973 - You'll Never See Me Again
- 1973 - Lisa, Bright and Dark
- 1973 - A Summer Without Boys
- 1974 - The Small Miracle
- 1975 - Something Wonderful Happens Every Spring
- 1975 - Crime Club
- 1977 - Code Name: Diamond Head
- 1986 - The Murders in the Rue Morgue
- 1990 - Have a Nice Night
- 1991 - Mountain of Diamonds
- 1995 - Schrecklicher Verdacht
- 1995 - The Rockford Files: A Blessing in Disguise
- 1996 - The Rockford Files: If the Frame Fits...